# Liste des conseillers départementaux des Alpes-Maritimes
Pour un article plus général, voir Conseil départemental des Alpes-Maritimes.

## Mandature 2021-2028

### Composition du conseil départemental par groupe politique
Depuis le 16 juillet 2021 : 
| Groupe                                  | Président            | Parti                                | Sigle | Sigle | Élus |
| --------------------------------------- | -------------------- | ------------------------------------ | ----- | ----- | ---- |
| Majorité & Minorité (52 sièges)         |                      |                                      |       |       |      |
| Majorité départementale (39 sièges)     | Éric Ciotti          | Les Républicains                     |       | LR    | 24   |
| Majorité départementale (39 sièges)     | Éric Ciotti          | Union des droites pour la République |       | UDR   | 11   |
| Majorité départementale (39 sièges)     | Éric Ciotti          | Divers droite                        |       | DVD   | 3    |
| Majorité départementale (39 sièges)     | Éric Ciotti          | Union des démocrates et indépendants |       | UDI   | 1    |
| Rassemblement Républicain (12 sièges)   | Joseph Segura        | Horizons                             |       | HOR   | 5    |
| Rassemblement Républicain (12 sièges)   | Joseph Segura        | Les Républicains                     |       | LR    | 6    |
| Rassemblement Républicain (12 sièges)   | Joseph Segura        | Renaissance                          |       | RE    | 1    |
| Indépendant (1 siège)                   | -                    | Les Républicains                     |       | LR    | 1    |
| Opposition (2 sièges)                   |                      |                                      |       |       |      |
| Environnement et Solidarités (2 sièges) | Marie-Louise Gourdon | Parti socialiste                     |       | PS    | 1    |
| Environnement et Solidarités (2 sièges) | Marie-Louise Gourdon | Les Écologistes                      |       | LÉ    | 1    |
| Président du Conseil départemental      |                      |                                      |       |       |      |
| Charles Ange Ginésy (LR)                |                      |                                      |       |       |      |

Le 16 juillet 2021, les élus proches de Christian Estrosi décident de constituer un groupe distinct du groupe présidé par Éric Ciotti, mais s'inscrivant néanmoins dans la majorité et intitulé « Le département d'abord » puis « Rassemblement Républicain ».

### Liste des conseillers départementaux
| Canton               | Conseiller départemental   | Parti | Parti | Autres mandats                                         |
| -------------------- | -------------------------- | ----- | ----- | ------------------------------------------------------ |
| Antibes-1            | Françoise Thomel           |       | LR    | Adjointe au maire d'Antibes                            |
| Antibes-1            | Kevin Luciano              |       | LR    | Maire de Vallauris                                     |
| Antibes-2            | Alexandra Borchio-Fontimp  |       | LR    | Sénatrice des Alpes-Maritimes                          |
| Antibes-2            | Jacques Gente              |       | LR    | Premier adjoint au maire d'Antibes                     |
| Antibes-3            | Sophie Nasica              |       | LR    | Conseillère municipale d'Antibes                       |
| Antibes-3            | Jean-Pierre Dermit         |       | LR    | Maire de Biot                                          |
| Beausoleil           | Sabrina Ferrand            |       | UDI   |                                                        |
| Beausoleil           | Xavier Beck                |       | UDR   | Maire de Cap d'Ail                                     |
| Cagnes-sur-Mer-1     | Carine Papy                |       | UDR   | Conseillère municipale de Cagnes-sur-Mer               |
| Cagnes-sur-Mer-1     | Roland Constant            |       | LR    | Premier adjoint au maire de Cagnes-sur-Mer             |
| Cagnes-sur-Mer-2     | Pierrette Alberici         |       | LR    | Conseillère municipale de Cagnes-sur-Mer               |
| Cagnes-sur-Mer-2     | Joseph Segura              |       | LR    | Maire de Saint-Laurent-du-Var                          |
| Cannes-1             | Joëlle Arini               |       | LR    | Adjointe au maire de Cannes                            |
| Cannes-1             | Frank Chikli               |       | LR    | Adjoint au maire de Cannes                             |
| Cannes-2             | Alexandra Martin           |       | LR    | Députée de la 8e circonscription des Alpes-Maritimes   |
| Cannes-2             | David Lisnard              |       | LR    | Maire de Cannes                                        |
| Le Cannet            | Fleur Frison-Roche         |       | LR    | Adjointe au maire de Mougins                           |
| Le Cannet            | Didier Carretero           |       | LR    | Adjoint au maire du Cannet                             |
| Contes               | Céline Duquesne            |       | DVD   | Adjointe au maire de L'Escarène                        |
| Contes               | Sébastien Olharan          |       | UDR   | Maire de Breil-sur-Roya                                |
| Grasse-1             | Michèle Olivier            |       | LR    |                                                        |
| Grasse-1             | Jérôme Viaud               |       | LR    | Maire de Grasse                                        |
| Grasse-2             | Marie-Louise Gourdon       |       | PS    | Adjointe au maire de Mouans-Sartoux                    |
| Grasse-2             | Mathieu Panciatici         |       | LÉ    |                                                        |
| Mandelieu-la-Napoule | Michèle Paganin            |       | LR    | Maire d'Auribeau-sur-Siagne                            |
| Mandelieu-la-Napoule | David Konopnicki           |       | LR    |                                                        |
| Menton               | Gabrielle Bineau           |       | LR    | Adjointe au maire de Menton                            |
| Menton               | Patrick Césari             |       | LR    | Maire de Roquebrune-Cap-Martin                         |
| Nice-1               | Valérie Sergi              |       | UDR   |                                                        |
| Nice-1               | Auguste Vérola             |       | UDR   |                                                        |
| Nice-2               | Françoise Monier           |       | HOR   | Adjointe au maire de Nice                              |
| Nice-2               | Bernard Asso               |       | UDR   |                                                        |
| Nice-3               | Pascale Guit-Nicol         |       | DVD   | Maire de Gattières                                     |
| Nice-3               | Yannick Bernard            |       | DVD   | Maire de Carros                                        |
| Nice-4               | Caroline Migliore          |       | HOR   |                                                        |
| Nice-4               | David Clares               |       | HOR   |                                                        |
| Nice-5               | Catherine Moreau           |       | HOR   | Adjointe au maire de Nice                              |
| Nice-5               | Franck Martin              |       | LR    | Adjoint au maire de Nice                               |
| Nice-6               | Martine Ouaknine           |       | LR    | Adjointe au maire de Nice                              |
| Nice-6               | Jean-Pierre Lafitte        |       | UDR   |                                                        |
| Nice-7               | Fatima Khaldi-Bouhoughroum |       | LR    | Adjointe au maire de Nice                              |
| Nice-7               | Jean-Jacques Carlin        |       | LR    | Maire de Saint-André-de-la-Roche                       |
| Nice-8               | Anne Ramos                 |       | HOR   | Adjointe au maire de Nice                              |
| Nice-8               | Bernard Chaix              |       | UDR   | Député de la 3ème circonscription des Alpes-Maritimes  |
| Nice-9               | Gaëlle Frontoni            |       | UDR   | Conseillère municipale de Nice                         |
| Nice-9               | Philippe Soussi            |       | RE    | Adjoint au maire de Nice                               |
| Tourrette-Levens     | Christelle d'Intorni       |       | UDR   | Députée de la 5ème circonscription des Alpes-Maritimes |
| Tourrette-Levens     | Eric Ciotti                |       | UDR   | Député de la 1ère circonscription des Alpes-Maritimes  |
| Valbonne             | Vanessa Lellouche          |       | LR    | Adjointe au maire d'Antibes                            |
| Valbonne             | Gérald Lombardo            |       | LR    | Maire du Rouret                                        |
| Vence                | Anne Sattonnet             |       | LR    |                                                        |
| Vence                | Charles Ange Ginésy        |       | LR    | Premier adjoint au maire de Péone                      |
| Villeneuve-Loubet    | Marie Benassayag           |       | LR    | Première adjointe au maire de Villeneuve-Loubet        |
| Villeneuve-Loubet    | Michel Rossi               |       | LR    | Maire de Roquefort-les-Pins                            |

## Mandature 2015-2021

### Composition du conseil départemental (54 sièges)
Depuis les élections départementales de 2015, avec le nouveau mode de scrutin (binominal paritaire) et le nouveau découpage des Cantons, l'assemblée départementale est composée de la manière suivante :
- Le groupe « Alpes-Maritimes ensemble » regroupe 50 membres dont 40 LR et 10 UDI ;
- Le groupe « Socialiste et écologiste » dispose de 2 membres (contre 5 précédemment) : Marie-Louise Gourdon (PS) et Jean-Raymond Vinciguerra (EELV) ; tous deux élus dans le Canton de Grasse 2 ;
- Le groupe des élus communistes est constitué des 2 conseillers généraux Front de Gauche (contre 3 précédemment) : Francis Tujague et Valérie Tomasini (élus dans le Canton de Contes).

| Parti                                  | Sigle | Élus |
| -------------------------------------- | ----- | ---- |
| Majorité (50 sièges)                   |       |      |
| Les Républicains                       | LR    | 42   |
| Union des démocrates et indépendants   | UDI   | 8    |
| Opposition (4 sièges)                  |       |      |
| Parti communiste français              | PCF   | 2    |
| Parti socialiste                       | PS    | 1    |
| Écologiste                             | ECO   | 1    |
| Président du conseil départemental     |       |      |
| Charles Ange Ginésy (Les Républicains) |       |      |

### Liste des conseillers départementaux
| Canton               | Conseiller général         | Parti | Parti | Autre(s) mandat(s)                                   |
| -------------------- | -------------------------- | ----- | ----- | ---------------------------------------------------- |
| Antibes 1            | Michelle Salucki           |       | UDI   |                                                      |
| Antibes 1            | Eric Duplay                |       | LR    | Adjoint au maire d'Antibes                           |
| Antibes 2            | Alexandra Borchio-Fontimp  |       | LR    | Conseillère municipale d'Antibes                     |
| Antibes 2            | Jacques Gente              |       | LR    | Premier adjoint au maire d'Antibes                   |
| Antibes 3            | Sophie Deschaintres        |       | UDI   | Conseillère municipale de Biot                       |
| Antibes 3            | Jacques Bartoletti         |       | LR    | Conseiller municipal d'Antibes                       |
| Beausoleil           | Sabrina Ferrand            |       | LR    |                                                      |
| Beausoleil           | Xavier Beck                |       | LR    | Maire de Cap d'Ail                                   |
| Cagnes-sur-mer 1     | Josiane Piret              |       | LR    |                                                      |
| Cagnes-sur-mer 1     | Roland Constant            |       | LR    | Premier adjoint au maire de Cagnes-sur-Mer           |
| Cagnes-sur-mer 2     | Vanessa Siegel             |       | LR    | Conseillère municipale de La Gaude                   |
| Cagnes-sur-mer 2     | Joseph Ségura              |       | LR    | Maire de Saint-Laurent-du-Var                        |
| Cannes 1             | Joëlle Arini               |       | LR    | Adjointe au maire de Cannes                          |
| Cannes 1             | Frank Chikli               |       | LR    | Adjoint au maire de Cannes                           |
| Cannes 2             | Chantal Azemar-Morandini   |       | LR    | Adjointe au maire de Cannes                          |
| Cannes 2             | David Lisnard              |       | LR    | Maire de Cannes                                      |
| Le Cannet            | Françoise Duhalde-Guignard |       | LR    | Adjointe au maire de Mougins                         |
| Le Cannet            | Patrick Tambay             |       | LR    | Adjoint au maire du Cannet                           |
| Contes               | Valérie Tomasini           |       | FG    | Conseillère municipale de Tende                      |
| Contes               | Francis Tujague            |       | FG    | Maire de Contes                                      |
| Grasse 1             | Michèle Olivier            |       | LR    | Maire d'Andon                                        |
| Grasse 1             | Jérôme Viaud               |       | LR    | Maire de Grasse                                      |
| Grasse 2             | Marie-Louise Gourdon       |       | PS    | Adjointe au maire de Mouans-Sartoux                  |
| Grasse 2             | Jean-Raymond Vinciguerra   |       | EELV  |                                                      |
| Mandelieu-la-Napoule | Michèle Paganin            |       | LR    | Adjointe au maire d'Auribeau-sur-Siagne              |
| Mandelieu-la-Napoule | Henri Leroy                |       | LR    | Maire de Mandelieu-la-Napoule                        |
| Menton               | Colette Giudicelli         |       | LR    | Sénatrice des Alpes-Maritimes                        |
| Menton               | Patrick Césari             |       | LR    | Maire de Roquebrune-Cap-Martin                       |
| Nice 1               | Françoise Monier           |       | LR    | Adjointe au maire de Nice                            |
| Nice 1               | Auguste Vérola             |       | LR    | Adjoint au maire de Nice                             |
| Nice 2               | Valérie Sergi              |       | LR    |                                                      |
| Nice 2               | Bernard Asso               |       | LR    | Adjoint au maire de Nice                             |
| Nice 3               | Sylvie Servella-Cippolini  |       | LR    |                                                      |
| Nice 3               | Charles Scibetta           |       | UDI   | Maire de Carros                                      |
| Nice 4               | Nicole Merlino-Manzino     |       | UDI   | Adjointe au maire de Nice                            |
| Nice 4               | Bernard Baudin             |       | LR    | Conseiller municipal de Nice                         |
| Nice 5               | Catherine Moreau           |       | UDI   | Adjointe au maire de Nice                            |
| Nice 5               | Franck Martin              |       | LR    | Conseiller municipal de Nice                         |
| Nice 6               | Martine Ouaknine           |       | LR    | Adjointe au maire de Nice                            |
| Nice 6               | Lauriano Azinheirinha      |       | UDI   | Adjoint au maire de Nice                             |
| Nice 7               | Fatima Khaldi-Bouhoughroum |       | LR    | Adjointe au maire de Nice                            |
| Nice 7               | Honoré Colomas             |       | LR    | Maire de Saint-André-de-la-Roche                     |
| Nice 8               | Anne Ramos                 |       | LR    | Conseillère municipale de Nice                       |
| Nice 8               | Philippe Rossini           |       | LR    | Conseiller municipal de Nice                         |
| Nice 9               | Janine Gilletta            |       | LR    | Adjointe au maire de Nice                            |
| Nice 9               | Philippe Soussi            |       | UDI   | Adjoint au maire de Nice                             |
| Tourrette-Levens     | Caroline Migliore          |       | LR    |                                                      |
| Tourrette-Levens     | Éric Ciotti                |       | UDR   | Député de la 1re circonscription des Alpes-Maritimes |
| Valbonne             | Anne-Marie Dumont          |       | LR    | Adjointe au maire d'Antibes                          |
| Valbonne             | Gérald Lombardo            |       | LR    | Maire du Rouret                                      |
| Vence                | Anne Sattonnet             |       | UDI   | Première adjointe au maire de Vence                  |
| Vence                | Charles Ange Ginésy        |       | LR    | Maire de Péone                                       |
| Villeneuve-Loubet    | Marie Benassayag           |       | LR    | Première adjointe au maire de Villeneuve-Loubet      |
| Villeneuve-Loubet    | Michel Rossi               |       | LR    | Maire de Roquefort-les-Pins                          |

## Mandature 2008-2011
| Parti                                                                                                  | Sigle | Élus |
| --- | ----- | ---- |
| Opposition (10 sièges)                                                                                 |       |      |
| Parti communiste français                                                                              | PCF   | 3    |
| Parti socialiste                                                                                       | PS    | 3    |
| Parti radical de gauche                                                                                | PRG   | 2    |
| Les Verts                                                                                              | VEC   | 2    |
| Majorité (42 sièges)                                                                                   |       |      |
| Union pour un mouvement populaire                                                                      | UMP   | 38   |
| Divers droite                                                                                          | DVD   | 2    |
| Nouveau Centre                                                                                         | NC    | 1    |
| Parti radical                                                                                          | PR    | 1    |
| Président du Conseil Général                                                                           |       |      |
| Christian Estrosi (UMP) jusqu'au 14 décembre 2008 puis Éric Ciotti (UMP) à partir du 18 décembre 2008. |       |      |